# 笑鴞
笑鴞（學名：Ninox albifacies）是紐西蘭特有的一種貓頭鷹，现已滅絕。在歐洲人於1840年到達紐西蘭時，牠們的數量仍很豐富。牠們的標本存放於大英博物館，其科學描述於1845年出版。

## 描述
笑鴞的羽毛呈黃褐色，有深褐色的斑紋。肩膀上有白斑，有時在頸後也有。背部羽毛有白邊，雙翼及尾巴有淺褐色斑紋。腳上有橙黃色羽毛。眼睛周圍及下方呈白色，向中央漸變成灰色。一些笑鴞較為紅色，面部呈褐色。最初認為牠們是一個亞種，但更有可能是個別的變異。雄鳥色彩似乎較為豐富。眼睛呈深橙色。牠們長35.5-40厘米，翼長26.4厘米，雄鳥較雌鳥細小。牠們重約600克。

### 叫聲
笑鴞的叫聲像陰深的笑聲，故得其名。另外亦有指牠們的叫聲像狗吠聲、像尖聲的呼叫聲、或是憂鬱的嗚響聲等。只有在夜間、雨後或牠們飛行時才聽到牠們的叫聲。在飼養的笑鴞中紀錄了多種吹哨聲、笑聲及喵喵叫聲。
有指笑鴞會被手風琴演奏的音樂所吸引。

## 分佈及亞種
在北島，於1856年及1868年分別在塔拉納基山及懷拉拉帕發現了笑鴞的亞種北島笑鴞。後者不詳的發現過程及最後兩個標本一同消失，都使人懷疑北島笑鴞是否真實存在。不過在發現北島笑鴞的亞化石後，牠們的存在就得到了證實。毛利人相傳牠們最後於烏雷威拉出現。
在南島，較大的南島笑鴞生活在低雨量的區域，包括納爾遜、坎特伯雷及奧塔哥地區。牠們可能在中部山區及菲奧德蘭出沒。牠們的標本是約於1881年在斯圖爾特島採集。

## 生態及行為
笑鴞一般生活在充滿岩石及低雨量的地區。牠們亦會在北島的森林地區出沒。牠們吃很多不同的食物，包括甲蟲、鳥類及老鼠等。牠們似乎是捕獵地上的獵物，多於在空中捕獵。這些都是從牠們唾餘的化石及亞化石得知的。這些唾餘對於晚更新世及全新世紐西蘭的古生物研究很有幫助。
從笑鴞的食性可以知牠們周邊的生態，包括有鋸鹱、奧克蘭鷸、紐西蘭啄羊鸚鵡及蚯蚓等。緬甸小鼠曾一度入侵紐西蘭並令當地的獵物數量減少，不過笑鴞卻能夠改變食性，並以牠們作為食物。當歐洲人到達殖民時，笑鴞的數量仍很豐富，而且可以面對大鼠屬的入侵。不過用來控制野兔及野貓的白鼬，卻對牠們造成威脅。
絲角亞目下的Strigiphilus是寄生在笑鴞的。

### 繁殖
笑鴞於每年的九月至十月間繁殖。牠們的巢是以乾草造成，並築在地上或石縫間。每胎會生下兩顆白色圓蛋，長44-51毫米，闊38-43毫米。蛋需要25天來孵化，孵蛋期間雄鳥會餵食雌鳥。

## 滅絕
到了1880年，笑鴞已變得很稀少，最後的標本是於1914年在坎特伯里發現。自此以後有很多未確認的觀察。最後一次是於1925年及1927年在北島發現。於1940年代，在近奧波蒂基曾指觀察到笑鴞。於1956年，在菲奧德蘭聽見一隻不明的鳥類發出像笑鴞的叫聲。在坎特伯里亦發現像笑鴞的蛋碎片。
笑鴞的滅絕是因被獵殺、失去棲息地及如白鼬及野貓等物種的入侵所致。20世紀前，一般都接受笑鴞的消失是因與入侵物種爭奪掠食緬甸小鼠。但是由於緬甸小鼠本身也是一種入侵物種，笑鴞原先應是獵食其他細小的鳥類、爬行動物及蝙蝠，後來則才獵食緬甸小鼠。笑鴞似乎更有可能是被掠食而滅絕。

## 外部連結
- 笑鴞的立體圖 （页面存档备份，存于）
- 笑鴞的標本
- Whekau, The Laughing Owl （页面存档备份，存于）